# EINSHTEIN & 言×THE ANSWER
EINSHTEIN & 言×THE ANSWER（アインシュタイン・アンド・ユートゥザアンサー）は、日本のヒップホップ音楽ユニット。

## 概要
EINSHTEINと言×THE ANSWERの2人のラッパーにより結成された2MCのユニットである。
2015年に開催された高校生によるMCバトルのイベントである『第7回BAZOOKA!!! 高校生RAP選手権』（BSスカパー!）がきっかけで知り合う。このイベントで2人は実際に対決をしている。2017年、2人がそれぞれの地元から東京に上京後、毎日の様に一緒に遊んでいて、遊びながら一緒に曲を作るようになり、メジャーレーベルであるビクターエンタテインメントとの契約を機に正式にユニットとして活動を開始することとなる。2017年8月30日に配信シングル「SUMMER NIGHT BIKINI」でデビュー。「SUMMER NIGHT BIKINI」のリリースは幕張メッセで開催された『第12回BAZOOKA!!! 高校生RAP選手権』のステージ上で発表された。

## メンバー
EINSHTEIN（アインシュタイン）MC
- 大阪府出身。
- 中学生の時にDJを始め、その後ラップをしていた兄の影響でラップを始める[3]。
- メジャーデビュー前に配信限定でソロとして発売したEP『19's MAP』はiTunesのランキングで国内アーティスト1位（総合4位）を記録している[2]。

言×THE ANSWER（ユートゥザアンサー、1998年11月17日 - ）MC
- 北海道出身。
- 中学2年生の時からラップを始める。高校生の時からMCバトルの大会への参加や音源制作を行っており、ソロでアルバムもリリースしている[1]。初アルバムは2014年11月に自身が設立した自主レーベルから発売し、地元の北海道にレコーディングスタジオを構え、レコーディング・エンジニアも務めている[4]。
- 芸能事務所プラチナムプロダクションに所属[4]。

## 作品

### シングル
| 枚数 | 発売日        | タイトル             | 順位 | 販売形態 | 規格品番 | 収録アルバム |
| ---- | ------------- | -------------------- | ---- | -------- | -------- | ------------ |
| 1    | 2017年8月30日 | SUMMER NIGHT BIKINI  | -位  | 配信     | -        | Two Pawns    |
| 2    | 2017年12月6日 | フルボッコ / WeAre-A | -位  | 配信     | -        | Two Pawns    |

### アルバム
| 枚数 | 発売日        | タイトル  | 順位 | 販売形態 | 規格品番 |
| ---- | ------------- | --------- | ---- | -------- | -------- |
| 1    | 2018年1月31日 | Two Pawns | -位  | CD       | -        |

## メディア出演

### テレビ番組
- フリースタイルダンジョン（テレビ朝日、2018年2月6日）
- スカパー!音楽祭2018（BSスカパー!、2018年3月14日）[5]

### ラジオ番組
- ACT A FOOL!!（FM横浜、2018年1月17日、1月24日）ゲスト